# لاميناريا شيكوريانية
لاميناريا شيكوريانية (الاسم العلمي:Laminaria cichorioides) هو نوع من الطلائعيات يتبع جنس اللاميناريا من فصيلة اللامينارية.